# Bioplin
Bioplin se dobiva anaerobnom razgradnjom ili fermentacijom organskih tvari, uključujući gnojivo, kanalizacijski mulj, komunalni otpad ili bilo koji drugi biorazgradivi otpad. Sastoji se uglavnom od metana i ugljikovog dioksida. U budućnosti bi mogao biti važan izvor energije (energetika).
Bioplin tj. smjesa plinova u kojoj je većina metan može se dobiti od svake biomase. Biomasa je sva organska tvar nastala rastom bilja i životinja. Od svih  obnovljivih izvora energije, najveći se doprinos u bližoj budućnosti očekuje od biomase. Svake godine na zemlji nastaje oko 2.000 milijardi tona suhe biomase. Za hranu se od toga koristi oko 1,2 %, za papir 1 %, i za gorivo 1 %. Ostatak, oko 96 % trune ili povećava zalihe obnovljivih izvora energije. Od biomase se mogu proizvoditi obnovljivi izvori energije kao što su bioplin, biodizel, biobenzin, (etanol ), a suha masa se može mljeti u sitne komadiće pelete, koji se mogu spaljivati u automatiziranim pećima za proizvodnju topline i električne energije.  

## Proces proizvodnje bioplina
Anaerobnom fermentacijom iz biomase dobiva se metan. Bioplin nastao fermentacijom bez prisutnosti kisika sadrži metan i ugljik-dioksid u volumnom omjeru 2:1 te se može upotrebljavati kao gorivo, a nastaje i mala količina sumporovodika (zbog čega ima miris po trulim jajima), dušika i vodika. 1 m3 plina jednako je vrijedan kao 0,6-0,7 kg loživog ulja. Glavna hrana za bakterije su elementarni dušik, ugljik i anorganske soli. Omjer između ugljika i dušika treba biti između 20:1 do 25-1. Da bi se to postiglo potrebno je miješati životinjski izmet s biljnim otpacima. U masi treba biti 90 % vode i 10 % suhe tvari (težinski). Ako je vode previše pada proizvodnja plina po jedinici zapremine, a ako je vode premalo skuplja se [octena kiselina] koja ometa proces fermentacije. Fermentacija se odvija u dvije faze pri temperaturama od 10 do 40 stupnjeva celzijusa, a pri temperaturi 50-55 °C proces je znatno brži. Prva faza je faza kiselog vrenja, a druga metansko vrenje. Druga faza metanskog vrenja je mnogo sporija, a octena kiselina kao produkt prve faze koči rast metanogenih bakterija. Mikroorganizmi koji sudjeluju u procesu traže neutralnu okolinu (ph između 7 i 8,5). Na proces mogu negativno djelovati veće količine sulfata SO4, soli NaCl, bakra, kroma, nikla cijanida, deterđenta, amonijaka, kalcija i magnezija. Koncentraciju možemo smanjiti dodavanjem vode. Taj proces se odvija u  fermentatoru, (digestoru) pri čemu se često na površini skuplja debeli sloj pjene. Nakon fermentacije dobiva se kvalitetno umjetno gnojivo s oko 2 % dušika, kvalitetnije od gnojiva upotrijebljenog za fermentaciju, zbog tog što se količina suhe tvari fermentacijom smanjuje, pa se povećava postotak dušika. Poznati su generatori bioplina iz stajskog gnojiva u Indiji, Kini, Austriji, Danskoj itd.   
Kompanija ENTEC razvila je industrijske fermentatore velikog kapaciteta u kojima se sve automatski vrši. Masa se postepeno dodaje u fermentator koji ima stalno miješanje mase koristeći pritisak plina za pokretanje gibanja gnojnice. Ovo se postiže automatski preko jednog regulacijskog ventila. Kad je zatvoren gnojnica kroz uređaj za miješanje mase ide prema gore, a kad je regulacijski plinski ventil otvoren gnojnica naglo ide prema dolje i izaziva snažno miješanje staloženih čestica.  Kako bi se fermentacija odvijala što prije, plin se na mjestu proizvodnje sagorijeva u turbinama koje pokreću el. generatore, a višak topline iz turbina se koristi za grijanje okolnih prostora, te samog fermentatora na temperaturu 50 do 55 stupnjeva celzijusa, što je najpogodnija temperatura za rad metanogenih bakterija.Na svaki metar volumena fermentatora može se dobiti od 0,15 do 0,2 m3 plina dnevno, ljeti. Ako fermentator nije dobro toplinski izoliran proizvodnja zimi se smanjuje. Biljne ostatke prije dodavanja potrebno je malo kompostirati da strune voštana pokožica koja usporava fermentaciju. Različite životinje proizvode različitu količinu biootpada.
Kod proizvodnje bioplina potrebno je miješati različite biprodukte da bi se dobio pravilan omjer između ugljika i dušika(20: 1 – 25:1), a potrebno je i dodavati ili oduzimati vodu da bi se dobila vlažnost mase od 90 %(težinski).  Za bioplin se može koristiti sva organska masa bilo u zelenom stanju i silirana, bilo kao gnojnica. 
Od travnate smjese se može po jednoj toni suhe tvari dobiti od 400 do 500 kg bioplina, što je dvostruko od količine koja se može dobiti iz gnojnice. Zato se danas najviše za proizvodnju bioplina u fermentorima koristi smjesa trave, energetskih biljaka, silaže i gnojnice, što se sve usitnjuje i miješa, te se tako pretvara u tekuću masu unutar različitih fermentatora.Kod fermentacije krutih bioloških otpadaka u fermentatoru kao što su drveni otpad, stelja stoke i sl. problem je to što mjehurići metana koji nastaju unutar komada otpada istiskuju vodu i otpatke čine lakšima od vode. To dovodi do dizanja takvih krutih čestica na površinu fermentatora, te se stvara sloj krutih čestica koje plivaju površinom fermentatora, sprječavaju vlaženje mase i usporavaju anaerobne procese stvaranja metana. Otpad od svinja zato je najlakše preraditi, dok se otpad stoke koja koristi stelju mora najprije muljačama pretvoriti u jednoličnu kašu, pa tek tada prepumpati u fermentator. Svinjska gnojnica često ima manje od 10 % suhe tvari pa je potrebno dodati biomasu koja ima više suhe tvari kao što je kokošji gnoj, piljevina, lišće i sl., a treba dodati i masu za poboljšanje odnosa ugljik - dušik. Kako bi ovaj odnos bio između 20/1 i 25/1 svinjskoj gnojnici je potrebno dodavati suhu travu, kukuruzovinu ili otpatke od raznog bilja. Količinu suhe tvari u svinjskoj gnojnici moguće je povećati i tako da se odvoje odvodni kanali ispod [pojilica] od odvodnih kanala za čišćenje, čime se razdvaja skoro čista voda koju svinje piju od gnojnice. Metan se može dobiti i fermentacijom masti i životinjskih otpadaka, te se usitnjene ili samljevene lešine mogu ubaciti u fermentator. Nakon fermentacije kosti padaju na dno te ih je potrebno povremeno mehanički ukloniti, ako prethodno nisu samljevene. 

## Lagune
Bioplin se stvara i u lagunama za stočnu gnojnicu. Ovakav plin se može uhvatiti širokim plastičnim folijama koje su rubovima uronjene u gnojnicu. To se može postići tako da se na rubove folije prilijepe drvene grede koje su dovoljno lagane kako bi mogle plutati, a i dovoljno teške da rubove plastične folije drže ispod površine gnojnice. Plin se odvodi plastičnim cijevima koje prolaze ispod greda i rubova plastične folije, a otvor za ulaz plina se nalazi iznad površine gnojnice. Na površini se može stvoriti debeli sloj pjene, a usisni otvor za plin mora biti iznad toga sloja. Kod laguna je problem niska koncentracija krute tvari, često i ispod 5 % u odnosu na vodu. Zbog toga je proces stvaranja metana spor, a gnojnica je hladna. Proces se može donekle ubrzati ako se gnojnica zagrije, a to se može postići utiskivanjem zraka na dno gnojnice, čime se postiže brza oksidacija koja troši dio gnojnice, ali i diže temperaturu gnojnice. Time se ukupna količina proizvedenog metana smanjuje, ali se povećava brzina prerade gnojnice.    

## Upotreba bioplina i gnojnice
Dobiveni bioplin se može koristiti za zagrijavanje prostorija i za proizvodnju [električna energija| električne energije]. Najekonomičnije je proizvoditi električnu energiju, sagorijevanjem u plinskim turbinama, a otpadnu toplinu koja nastaje pri tom koristiti za zagrijavanje. Višak el. energije se može prodavati u el. mrežu. Kod proizvodnje električne struje u bioplinskim postrojenjima, koja su razmještena u raznim mjestima, smanjuju se gubici električne energije u mreži, jer se proizvedena struja koristi u blizini proizvodnje. Korist nije samo u proizvedenoj struji, već i u smanjenju opterećenja okoliša mirisom i sačuvanom dušiku u gnojnici. Plin je moguće pretvarati u električnu energiju i u [gorive ćelije| gorivim ćelijama], ali za sada na tržištu, još nema takvih uređaja. Proizvodnja bioplina iz tekućeg  stajskog gnojiva - gnojnice po dosadašnjim zapadnoeuropskim tehnologijama, ekonomična je samo za postrojenja koja prerađuju gnojnicu od najmanje 80 do 100 UVG (Uvjetno grlo je preračunata jedinica od 500 kg težine životinja). Za prehranu 70 uvjetnih grla potrebna je silaža s 25 hektara. Po jednom UVG sačuvano godišnje oko 50 kg dušika za gnojidbu zelenih ili ostalih površina. Prerađena gnojnica se može koristiti i kao folijarno gnojivo, to znači da nema mirisa i može se prskati na zelenu biljnu masu ili lišće. Ako se fermentiranoj gnojnici doda 10 % svježeg gnojiva tom smjesom se mogu hraniti kalifornijske gliste. Gliste mikrobiološki obogaćuju gnojnicu tako da se dodatno poboljšava kvaliteta dobivenog humusa a smanjuje volumen. Postoje i kontejnerski fermentatori koji se dovezu i postave na lokaciju s manjom količinom otpada. U njima se sve odvija automatski, a moguće ih je više postaviti u seriju.

## Bioplin iz komunalnog otpada
Osim iz čistog biootpada bioplin se može proizvoditi i iz različitih krutih otpadaka kao što su drveni otpad, a također i  komunalnog otpada koji sadrži više od desetak posto biootpada. Problem je što se ovakav otpad ne može usitniti i pretvoriti u tekuću masu koja se može prepumpavati  muljnim pumpama. Zbog tog se u doponije komunalnog otpada postavljaju [drenažne cijevi] koje prikupljaju nastali bioplin. Kad se gomila otpada naslaže do 3 metra otpad se pokriva zemljom tako da zrak ne može prodrijeti unutra, a i da nastali plinovi ne mogu otići nekontrolirano van, a onda se dodaje novi sloj otpada. Fermentacija u ovakvim deponijama traje i do 30 godina. Nakon završene fermentacije hrpa otpada se mora konzervirati, te ponovno izgraditi na drugom mjestu. 

## Koristi od investicije u bioplinska postrojenja
Osnovni razlog vrlo visoke zastupljenosti proizvodnje bioplina u razvijenim zapadnim državama koje nemaju vlastite  nafte je korist koja se ostvaruje u ovoj djelatnosti. Zbog toga mnoge države sufinanciraju ovakve projekte i do 50 % u izgradnji, a subvencioniraju i kasniji otkup proizvoda. Porez na korist koju država ostvaruje u toku izgradnje često je veća od iznosa subvencije, pod uvjetom da su izvođači i isporučioci opreme domaća poduzeća. Izvođać plaća poreze državi, a i zaposlenici. Domaći dobavljači također plaćaju porez, a i njihovi zaposlenici također. Kad se sve to skupa zbroji porezna korist koja se vraća državi često je i veća od iznosa subvencije. Dodatna korist za državu je smanjenje stavke za pomoć nezaposlenima, pošto svi koji rade na izgradnji postrojenja i isporuci opreme ne traže socijalnu pomoć od države. Suprotan izračun porezne korisnosti je kad radove vrše strana poduzeća, te kad opremu i materijal isporučuju strani dobavljači. Postrojenja za proizvodnju plina najčešće se nalaze u ruralnim predjelima te na taj način država potiče proizvodnju u malim mjestima i stimulira ostanak stanovnika. Time se potiče ravnomjernija naseljenost teritorija i veći natalitet, pošto je natalitet u malim mjestima uvijek veći nego u velikim gradovima. Postrojenja koja u selima proizvode električnu energiju priključena su na električnu mrežu na kraju niskonaponske mreže gdje su gubitci energije najveći a napon najniži. Ubacivanjem male količine energije u mrežu, na ovakvim mjestima, potiče se stabilnost sustava i smanjuju gubitci na električnoj mreži.   